# 5279 Arthuradel
5279 Arthuradel este un asteroid din centura principală de asteroizi.

## Descriere
5279 Arthuradel este un asteroid din centura principală de asteroizi. A fost descoperit pe 8 iunie 1988 la Observatorul Palomar de Rodriquez, T.. Asteroidul prezintă o orbită caracterizată de o semiaxă mare de 2,48 ua, o excentricitate de 0,29 și o înclinație de 13,5° în raport cu ecliptica.